# Neuroloma darvasicum
Neuroloma darvasicum là một loài rêu trong họ Andreaeaceae. Loài này được Botsch. & Vved. Botsch. mô tả khoa học đầu tiên năm 1972. Danh pháp khoa học của loài này chưa được làm sáng tỏ. 